# Hexachlorofen
Hexachlorofen (též hexachlorfen, 3,3',4,4',6,6'-hexachlor-2,2'-methylendifenol nebo 2,2'-methylenbis(3,4,6-trichlorfenol)), také známý jako dezinfekční přípravek Nabac, je organická látka s dezinfekčními účinky příbuzná s herbicidy 2,4,5-T a 2,4-D. Má podobu bílého až světle žlutohnědého krystalického prášku, který je bez zápachu nebo má slabý fenolový zápach. V medicíně se využíval jako povrchové antibakteriální činidlo, často používané v mýdlech (např. Dial, v koncentraci 1 %) a pastách na zuby. Používá se též v zemědělství jako půdní fungicid, baktericid a akaricid. Výrazně se vstřebává lidskou pokožkou.
Podle výzkumů chemiků Augusta Curleyho a Roberta Hawka z EPA hexachlorofen "způsobuje u potkanů otok a poškození mozku, a byl nalezen v lidské krvi." Signály o toxicitě byly již od roku 1959, kdy byli novorozenci běžně koupáni v roztoku hexachlorofenu, objevovaly se u nich vředy a "jejich ruce, nohy a obličej se začaly slabě neovladatelně škubat. Během dní toto škubání zesilovalo a přešlo ve velké křečové záchvaty". Pod tlakem FDA umístil výrobce na výrobky "mírné varování", že "tekutina se musí ihned opláchnout". John G. Fuller napsal: "prohlášení jako toto by mělo být konkrétnější: Pokud toto neopláchnete, vy nebo vaše dítě může mít záchvaty křečí. Hexachlorofen může pronikat do vaší krve. U laboratorních potkanů se při použití na neporušenou kůži objevovaly mozkové léze a otoky mozku. Náhodné požití přípravku pHisoHex vás může zabít."
Dvě společnosti vyráběly přípravky dostupné ve volném prodeji. Jeden z nich, vyráběný společností Mennen, byl znám jako Baby Magic Bath (magická dětská koupel). Firma Mennen však výrobek stáhla z pultů v obchodech.
Tříprocentní komerční přípravek pHisoHex se široce používal jako antibakteriální čistič kůže při léčbě akné, nicméně způsoboval melasma nebo melanózu kůže v obličeji u mnoha uživatelů. V 60. letech 20. století byl v USA k dispozici bez předpisu, později zůstal dostupný na předpis k omývání těla. V Evropské unii byl v 70. a 80. letech dostupný bez předpisu. Příbuzný výrobek, pHisoAc, se používal jako maska pro vysoušení a čištění akné. Jiný přípravek pHiso-Scrub, byly houby impregnované hexachlorofenem a určené k otírání; již se nevyrábí.
V roce 1969 se hexachlorofen stal podezřelým z karcinogenity. Okolo roku 1973 byl stažen z volného prodeje jakožto přípravek pro léčbu akné a stal se léčivem na předpis. Bezpečnostní list uvádí tuto sloučeninu jako teratogen.
Zřejmě kvůli uvedeným negativním účinkům dnes většinu dermatologů nepředepisuje tuto látku k léčbě akné. V Austrálii zůstává hexachlorofen dostupný ve volném prodeji ve všech lékárnách.
Byly vyvinuty různé substituční produkty (včetně triclosanu), žádný ale nemá baktericidní schopnosti hexachlorofenu. Jsou však bezpečnější z hlediska rizika melasmatu a křečových záchvatů.

## Alternativní názvy
Mezi alternativní názvy pro hexachlorofen (resp. názvy výrobků) patří: Acigena, Almederm, AT7, AT17, Bilevon, Exofene, Fostril, Gamophen, G-11, Germa-Medica, Hexosan, Septisol, Surofene.